# Gaiarine
Gaiarine (Gajarine in veneto) è un comune italiano di 5 792 abitanti della provincia di Treviso in Veneto.

## Origini del nome
Il toponimo ha origini incerte: potrebbe derivare da un nome personale germanico (Gaidari o Vaiarin), come dal veneto *gaiàra "luogo con molte gazze" (cfr. il vittoriese gaja "gazza"). Da scartare le teorie che lo legano a glarea agger "mucchio di ghiaia" e a gaudium gedium "bosco ceduo"; lo stemma comunale, tuttavia, si ispira proprio a queste ultime.
La prima citazione risale al 1295 («territorio de Gajarinis»).

## Storia

### Simboli
Lo stemma e il gonfalone del comune di Gaiarine sono stati concessi con regio decreto del 10 giugno 1929.
Il gonfalone è un drappo di azzurro.

## Monumenti e luoghi d'interesse

### Architetture religiose

#### Chiesa di San Tommaso di Canterbury
La chiesa parrocchiale di Gaiarine, dedicata a san Tommaso di Canterbury, fu consacrata una prima volta nel 1443, una seconda volta, in seguito alla ricostruzione, nel 1559.
Dopo restauri del XIX secolo, nella prima metà del XX secolo la chiesa fu drasticamente rinnovata, sconvolgendone le forme cinquecentesche.

#### Chiesa di San Liberale
Di origine seicentesche, la chiesa di San Liberale è un edificio religioso di piccole dimensioni, con facciata timpanata e monofore a mezzaluna; al suo interno custodisce una pala d'altare con San Liberale. Sul lato sinistro della chiesa, il campanile è in pietra rossa e merlato.

#### Chiesa di San Rocco
La chiesa di San Rocco, coeva a quella di San Liberale, sorge in luogo di una precedente chiesa quattrocentesca, nata come ex voto a seguito di una pestilenza.
In seguito a un restauro tardo-ottocentesco, la chiesa fu molto rimaneggiata, cambiando orientamento e stile: ora è un esempio di architettura neogotica, con facciata aperta da un portale e due finestre ogivali. Sul retro si erge una piccola torre campanaria merlata, anch'essa in stile vagamente neogotico.
Internamente conserva una pala con Madonna con Bambino e santi Rocco e Sebastiano, del XVI secolo, e un'altra tavola attribuita alla scuola di Cima da Conegliano.

### Architetture civili
Sono ben otto le ville venete schedate dall'Istituto Regionale Ville Venete sul territorio comunale di Gaiarine.

#### Villa Carli Elena
Villa Carli Elena è una struttura del XVII secolo, situata nella frazione di Albina.
Si compone di più parti: il corpo padronale, asimmetrico, ha centralmente al piano terra un portale affiancato da oculi, sovrastato al piano nobile da una bifora con balaustra; il sottotetto è percorso da un cornicione dentellato. Ai lati del corpo centrale si allungano due barchesse.

#### Villa Cappellari
Villa Cappellari della Colomba Favretti Posocco Berlese risale al XVIII secolo, fu sede della famiglia Cappellari della Colomba, che ebbe tra i suoi membri papa Gregorio XVI, che vi abitò prima del pontificato.
Situata nel centro di Gaiarine, la villa è circondata da un parco privato e nascosta dalla vegetazione. È un edificio di tre piani, che si caratterizza specialmente per l'ampio timpano e per una terrazza con parapetto in ferro battuto, ricavata dal pronao antistante il portale d'ingresso.

#### Villa Pera Riello
Villa Pera Riello nacque nel XVII secolo come casino di caccia; è inserita in un ampio parco con laghetto e sculture del XVIII secolo.

#### Villa Piovesana
Villa Piovesana è una villa settecentesca ubicata nella frazione di Francenigo.

#### Villa Altan Sandre

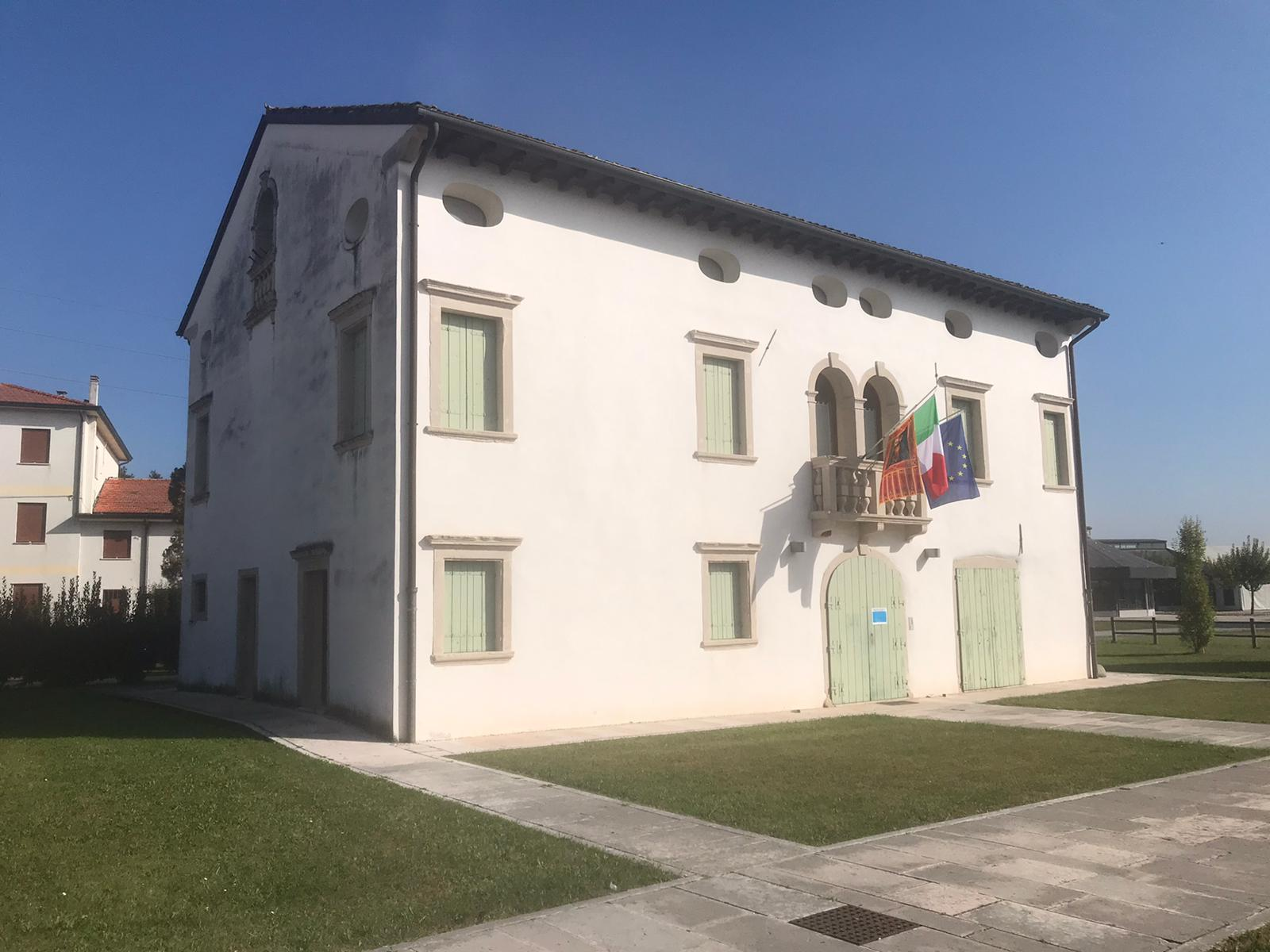
Villa Altan Sandre

Villa Altan Sandre: ubicata nella frazione di Campomolino, risale al XVI secolo, ma la forma attuale è frutto di rimaneggiamenti del XVIII secolo; è un edificio di due piano più mezzanino di sottotetto, con portale a sesto ribassato, bifora al piano nobile. L'edificio, dopo il restauro affidato all'architetti Italo Raffin, è diventato famoso come sede della biblioteca e delle principali iniziative culturali del comune. Dal 2010 l'Associazione culturale Camellia Campomolino organizza, in primavera, la Mostra della camelia, in omaggio all'abate Lorenzo Berlese, padre della cameliografia, nato a Campomolino.

#### Villa Cavarzerani
Originaria del XV secolo come casino di caccia dei conti di Porcia e Brugnera, fu ampliata nel XVIII secolo assumendo l’aspetto attuale. È composta da un corpo centrale con timpano e due ali laterali, affacciati su un parco secolare. All’interno si trovano affreschi e una scala monumentale. Secondo fonti locali, tra i suoi ospiti vi furono Napoleone Bonaparte e il generale Radetzky, sebbene la notizia non sia confermata da fonti storiche primarie. Oggi è sede privata e location per eventi.

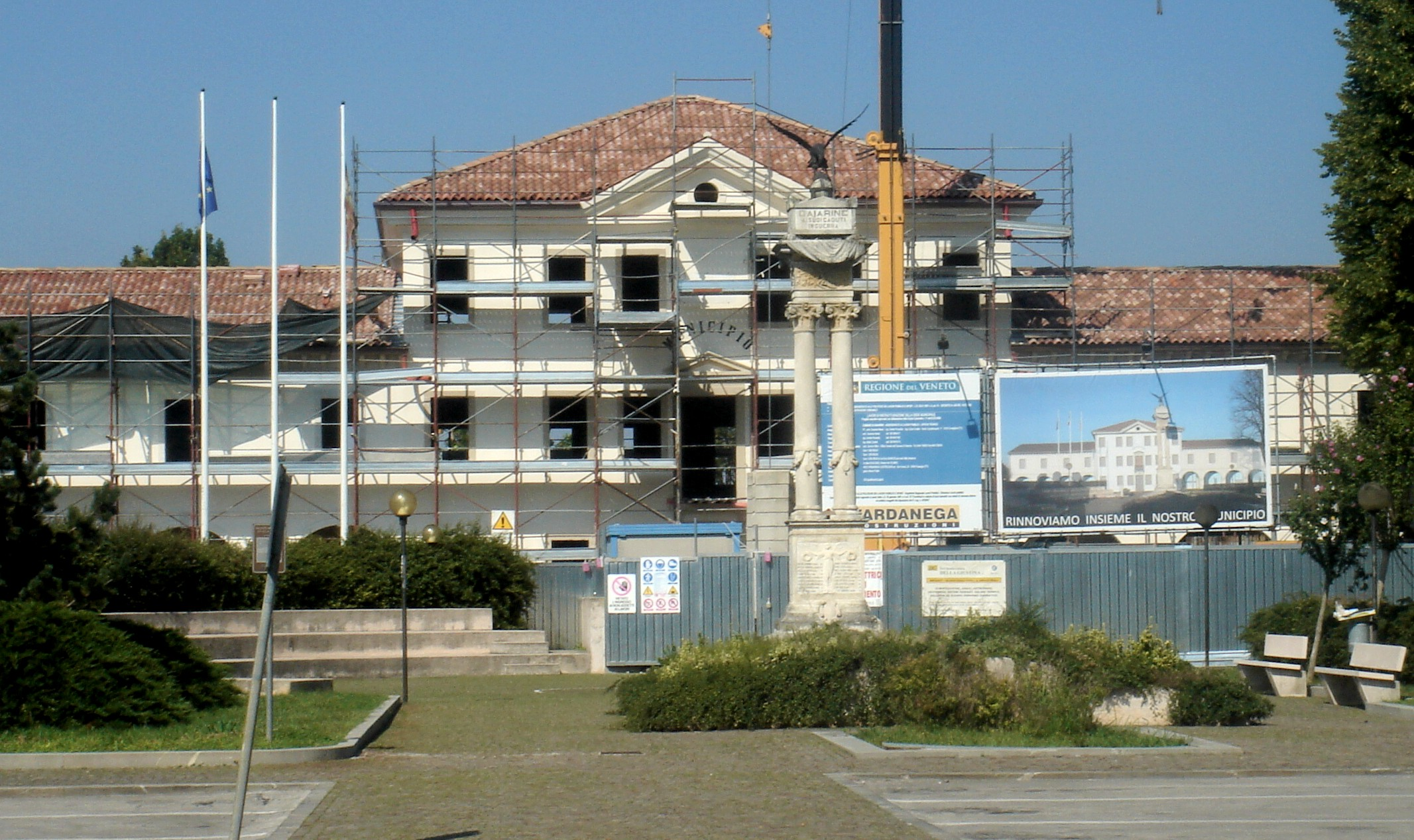
Villa Cicogna, sede del municipio, durante il restauro del 2010

#### Villa Cicogna Borlini
Villa Cicogna Borlini è oggi la sede del municipio di Gaiarine, nel cuore del capoluogo comunale. Si tratta di una villa del XVIII secolo, dimora dei Cicogna, ceduta al comune nel 1870 e più volte rimaneggiata al fine di ottimizzarne l'utilizzo pubblico.
Si compone di un corpo principale, aperto da monofore rettangolari disposte simmetricamente e sovrastato da timpano, e di due barchesse adiacenti sui due lati, aperte da arconi a tutto sesto.
Il complesso è fatto di più parti, tra cui il corpo principale, posto a un'estremità, si presenta tripartito, alto tre piani e terminato centralmente da un timpano. I restanti fabbricati sono della stessa altezza del corpo padronale, ma poco coerenti stilisticamente.

#### Villa Porcia

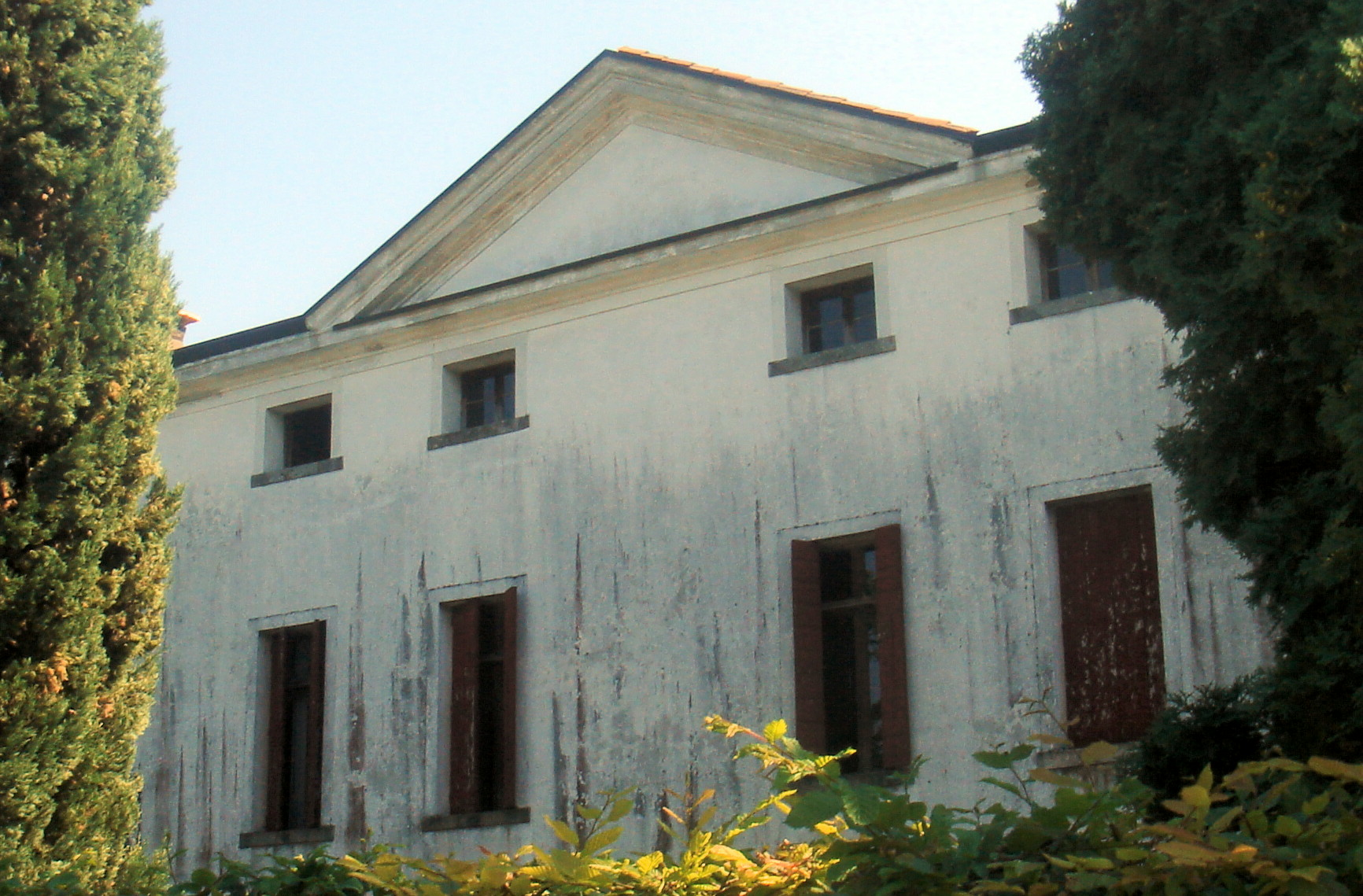
Villa Porcia, particolare della facciata posteriore con timpano

Villa Porcia Prosdocimi di Este Celotto Cavarzerani
è un vasto complesso architettonico, che si compone di due ali simmetriche, una barchessa, un oratorio, una struttura rurale e un belvedere.
La complesso, di impianto settecentesco, è stato rimaneggiato nei secoli, anche a causa dei danni subiti durante la seconda guerra mondiale. Le facciate, molto sviluppate in lunghezza, si mostrano lineari e disadorne. Il corpo principale è aperto da monofore rettangolari e sovrastato centralmente da un timpano; il portale è sovrastato da una apertura dotata di balaustra.
Si ha notizia di una ricca affrescatura interna, che sarebbe andata perduta in seguito a intonacature novecentesche.
L'oratorio, dalle linee neoclassiche, ha la facciata terminata da un timpano e incorniciata tra due lesene; è dotato di un piccolo campanile a vela, posto sull'abside.

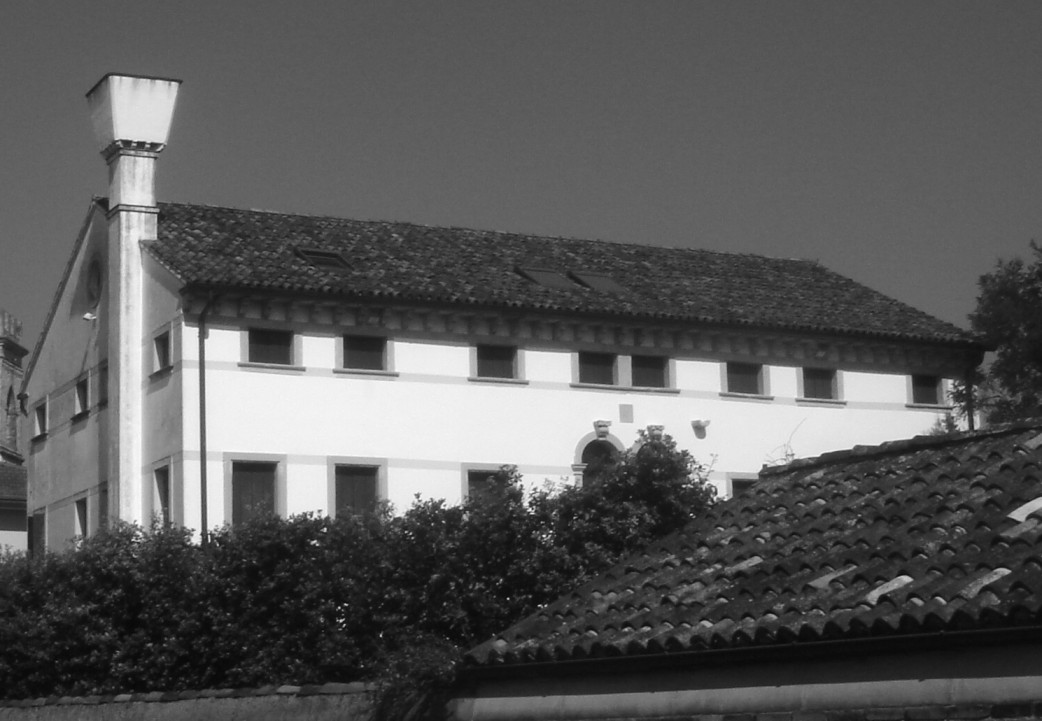
Villa Segato, scorcio della facciata

#### Villa Segato
Villa Segato Longo Crescente fu costruita nei primi anni del XVIII secolo.
Consta di tre parti: il corpo principale, di due piani più sottotetto, ha un'elegante bifora a tutto sesto al piano nobile, mentre le restanti aperture sono monofore rettangolari, scandite da fasce d'intonaco svolgenti la funzione di marcapiano; le restanti due parti sono degli annessi di minore valore architettonico, uno adiacente e uno perpendicolare, che si prolungano sul lato destro della villa.
Monumento ai Caduti
Monumento ai Caduti a colonne binate è datata stilisticamente agli anni Venti del XX secolo.
Lo scultore del monumento ai Caduti fu Vittorio Celotti e il monumento si trova in piazza Vittorio Emanuele II a Gaiarine.

## Società

### Evoluzione demografica
Abitanti censiti

### Etnie e minoranze straniere
Al 31 dicembre 2023 gli stranieri residenti nel comune erano 674, ovvero il 11,4% della popolazione. Di seguito sono riportati i gruppi più consistenti:
1. Romania 234
2. Cina 80
3. India 68
4. Albania 51
5. Senegal 51
6. Marocco 27

## Amministrazione
| Periodo | Periodo   | Primo cittadino   | Partito      | Carica  | Note |
| ------- | --------- | ----------------- | ------------ | ------- | ---- |
| 1995    | 1999      | Sandra Toso       | Lista civica | Sindaco |      |
| 1999    | 2004      | Sandra Toso       | Lista civica | Sindaco |      |
| 2004    | 2009      | Loris Sonego      | Lista civica | Sindaco |      |
| 2009    | 2014      | Loris Sonego      | Lista civica | Sindaco |      |
| 2014    | 2019      | Mario Cappellotto | Lista civica | Sindaco |      |
| 2019    | 2024      | Diego Zanchetta   | Lista civica | Sindaco |      |
| 2024    | in carica | Diego Zanchetta   | Lista civica | Sindaco |      |

### Gemellaggi
- Botany Bay, dal 1982

### Altre informazioni amministrative
La circoscrizione territoriale ha subito le seguenti modifiche: nel 1869 distacco della frazione di Roverbasso, aggregata al comune di Codognè.

## Sport

### Calcio
In Comune ci sono state storicamente due squadre di calcio iscritte alla FIGC: U.S.D. Francenigo (fondata nel 1969) e A.S.C. Gaiarine
Sul finire degli anni '90 la ASC Gaiarine, che ha militato anche in Promozione, si fonde con il Godega, dando vita a GodeGaiarine, esperienza che però ha avuto breve vita. Così, nel 2001 viene costituita la "A.C. Gaiarine", che inizia una seria collaborazione sin da subito con USD Francenigo con un unico settore giovanile e dove, nel 2010, ha trovato spazio anche il settore femminile. Il 1º luglio 2013 le due società, dopo aver collaborato per 12 anni assieme con il settore giovanile, si accordano per la fusione: nasce così l'A.D.S. UnionGaia F.G.